# Urmeniș
Urmeniș là một xã thuộc hạt Bistrița-Năsăud, România. Dân số thời điểm năm 2002 là 2285 người. Nó bao gồm mười ngôi làng: Câmp, Coșeriu, Delureni (Mezőújlak), Fânațe (Szarvadi szénafűdűlő), Podenii (Kisújlak), Scoabe, Șopteriu (Septér), Urmeniș, Valea (Fundáta) và Valea Mare (Völgytanya).